# 劇場版ポケットモンスター 幻のポケモン ルギア爆誕 オリジナルミュージックコレクション
『劇場版ポケットモンスター 幻のポケモン ルギア爆誕 オリジナルミュージックコレクション』は、劇場版『劇場版ポケットモンスター 幻のポケモン ルギア爆誕』のサウンドトラック。1999年9月15日にメディアファクトリーから発売された。

## 概要
- 劇場版『劇場版ポケットモンスター 幻のポケモン ルギア爆誕』のサウンドトラック。
- CDジャケットには、サトシ、ピカチュウ、ルギアが描かれている。
- 音楽は、宮崎慎二が担当している。

## 収録曲
1. 劇場版ポケットモンスター タイトルテーマ
作曲：増田順一
2. ライバル!
歌：松本梨香
作詞：戸田昭吾 / 作曲・編曲：たなかひろかず
オープニングテーマ
3. ジラルダンのテーマ
作曲：宮崎慎二
4. 我はコレクター
歌：鹿賀丈史
作詞：湯山邦彦 / 作曲：田中公平 / 編曲：宮崎慎二
5. フルーラの笛
作曲：宮崎慎二
6. はてしない世界
歌：平松晶子
作詞：湯山邦彦 / 作曲・編曲：宮崎慎二
7. サンダー登場!
作曲：宮崎慎二
8. みんながいたから
歌：松本梨香
作詞：吉川兆二 / 作曲：貴三優大 / 編曲：宮崎慎二
9. 脱出!
作曲：宮崎慎二
10. 惑星の鼓動
作曲：宮崎慎二
11. toi et moi
歌：安室奈美恵
作詞：MARC、小室哲哉 / 作曲・編曲：小室哲哉
主題歌